# Chacun pour soi (film, 1968)
Pour plus de détails, voir Fiche technique et Distribution.
Chacun pour soi (Ognuno per sé) est un western italo-germanique réalisé en 1968 par Giorgio Capitani.

## Synopsis
Après des années de dur labeur, le vieux Sam Cooper a enfin trouvé une mine d’or. Comme il ne peut pas emporter tout ce qu'il a trouvé, il fait exploser l'entrée puis entame un long périple à travers le soleil brûlant du désert, en pénurie d’eau, entouré de vautours et de bandits de grand chemin, jusqu'à la ville lointaine. Arrivé en ville il fait venir son filleul Manolo Sanchez pour l'aider à exploiter sa découverte. 
Mais Manolo est accompagné de la « blonde », un homme étrange qui semble le dominer. Sam n'a d'autre choix que d'accepter sa compagnie. Il persuade son vieil ami Mason, qu'il avait rencontré, de voyager également avec eux. Les dissensions, les jalousies et la méfiance mutuelle finissent par briser complètement l'unité du petit groupe. 
Après s'être fait attaquer par des bandits, tous les compagnons Sam Cooper finiront par périr.

## Fiche technique
- Titre français : Chacun pour soi
- Titre original : Ognuno per sé
- Titre alternatif : L'Or de Sam Cooper
- Réalisation : Giorgio Capitani (crédité comme George Holloway)
- Scénario : Fernando Di Leo, Augusto Caminito
- Musique : Carlo Rustichelli
- Photographie : Sergio D'offici
- Pays de production :  Italie,  Allemagne de l'Ouest
- Langue : Italien
- Format : 110 minutes
- Date de sortie : France : 28 avril 1971

## Distribution
- Van Heflin (VF : Henry Djanik) : Sam Cooper
- Gilbert Roland (VF : Jean-Claude Michel) : Mason
- Klaus Kinski (VF : Jacques Thébault) : Brent / "la blonde"
- George Hilton (VF : Bernard Tiphaine) : Manolo Sanchez
- Sarah Ross (VF : Michèle Montel) : Annie
- Teodoro Corrà (VF : Claude Joseph) : Le shérif
- Rick Boyd : Alfred Brady
- Sergio Doria : Al Brady
- Giorgio Gruden (VF : Claude Bertrand) : Lancaster
- Hardy Reichelt (VF : Jean-Pierre Duclos) : Slim

## Autour du film
Il s'agit de l'unique western de Giorgio Capitani.